# 오가나카촌
오가나카촌(男鹿中村)은 아키타현 미나미아키타군에 있던 촌이다. 현재의 오가시 북부에 해당한다.

## 역사
- 1889년 4월 1일 - 정촌제 시행에 의해 4촌의 구역으로 성립하였다.
- 1954년 3월 31일 - 후나카와미나토 정, 와키모토 촌, 이리아이 촌, 도가 촌과 합병해 오가시가 성립하였다, 동일 오가나카촌은 폐지되었다.